# Start Without You
Start Without You je píseň anglické popové zpěvačky Alexandry Burke. Píseň pochází z jejího debutového alba Overcome. Produkce se ujal producent RedOne. S touto písní jí vypomohl britský rapper Laza Morgan.

## Hitparáda
| Země   | Umístění |
| ------ | -------- |
| Irsko  | 5        |
| Anglie | 1        |

| "Please Don't Let Me Go" od Olly Murs | Anglické #1 hity 12. září ~ 25. září 2010 | "Just The Way You Are" od Bruno Mars |